# Antonio Petković
Antonio Petković (ur. 11  stycznia 1986) – chorwacki piłkarz wodny. Srebrny medalista olimpijski z Rio de Janeiro.
Zawody w 2016 były jego pierwszymi igrzyskami olimpijskimi. W 2015 Chorwacja z nim w składzie zajęła drugie miejsce na mistrzostwach świata. 